# 23. SS-Freiwilligen-Panzergrenadier-Division Nederland (niederlandische Nr. 1)

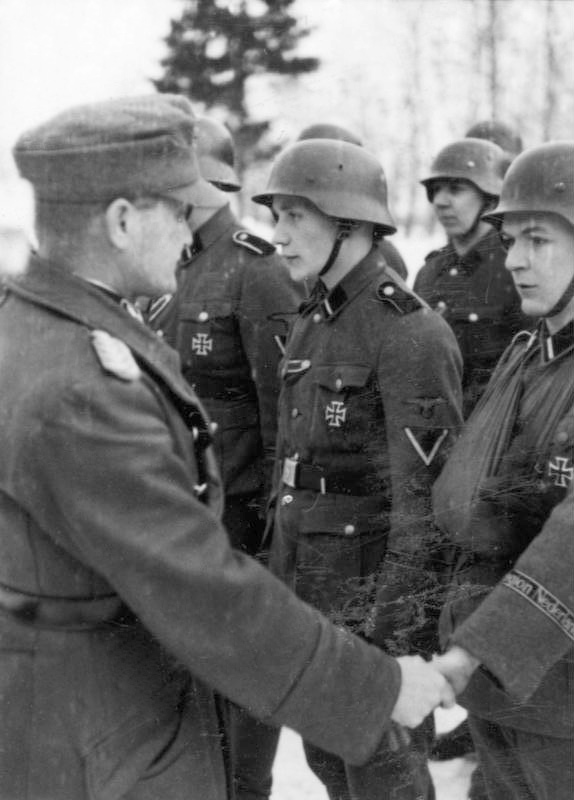
Brigadeführer Fritz von Scholz delar ut medaljer vid Legion Niederlande i Ryssland, februari 1943.

23. SS-Freiwilligen-Panzergrenadier-Division Nederland (niederlandische Nr. 1) var en Waffen-SS-division bestående av soldater av nederländskt ursprung. Divisionen stred på östfronten.
Divisionen erhöll nummer 23 sedan divisionen "23. Waffen-Gebirgs-Division der SS Kama (kroatische Nr. 2)" hade upplösts.

## Bakgrund
Den nederländska frivilligbrigaden stred under 1944 i Baltikum, bland annat tillsammans med 11. SS Freiwilligen-Panzergrenadier-Division Nordland. I slutet av januari 1945 evakuerades brigaden (tillsammans med resten av III. SS-Panzerkorps) från Kurland. Brigaden anlände till Tyskland den 4 februari. Den sargade brigaden var tänkt att uppgå i divisionen Nordland, men efter protester från det nederländska nationalsocialistiska partiet, Nationaal-Socialistische Beweging (NSB), formades en egen division. Divisionen tilldelades numret 23 som tidigare tillhört den upplösta divisionen Kama. 
Den 10 februari 1945 var 23. SS-Freiwilligen-Panzergrenadier-Division Nederland (niederlandische Nr. 1) formellt grundad, även om dess numerär inte var i närheten av numerären hos en fullskalig division. Divisionen placerades i närheten av Stettin som en del av III. SS-Panzerkorps. 
Den 15 februari inleddes operation Sonnenwende, en offensiv operation som syftade till att undsätta inneslutna tyska förband. Nederland gick tillsammans med SS-divisionerna Nordland, Langemarck och den vallonska frivilligdivisionen Wallonien till attack. Men efter några dagars strider med kraftfulla sovjetiska motattacker avbröts operationen. Nederland retirerade under strid mot floden Oder.
I april samma år delades divisionen i två Kampfgruppen, den ena baserades på regementet General Seyffardt och den andra på regementet de Ruyter. 
Kampfgruppe General Seyffardt skickades söderut och utplånades i de intensiva striderna i Halbefickan. De tretton soldater som tillfångatogs avrättades av ryssarna. 
Kampfgruppe de Ruyter stannade kvar vid norra Oderfronten och retirerade västerut. I Parchim, nordväst om Berlin, slog de den 3 maj ut ett stort antal anfallande sovjetiska stridsvagnar och hejdade därmed attacken. Detta gjorde att de överlevande kunde kapitulera till amerikanska trupper.
| Namn                                                                           | datum                        |
| ------------------------------------------------------------------------------ | ---------------------------- |
| SS-Freiwilligen-Verband-Niederlande                                            | juli 1941 - augusti 1941     |
| SS-Freiwilligen-Legion-Niederlande                                             | augusti 1941 - oktober 1943  |
| 4. SS-Freiwilligen-Panzergrenadier-Brigade Nederland                           | oktober 1943 - oktober 1944  |
| SS-Freiwilligen-Panzergrenadier-Brigade Nederland                              | oktober 1944 - februari 1945 |
| 23. SS-Freiwilligen-Panzergrenadier-Division Nederland (niederlandische Nr. 1) | februari 1945 - maj 1945     |

## Organisation
Divisionens slutgiltiga organisation även om den i praktiken var papperskonstruktion:
- SS-Freiwilligen-Panzergrenadier-Regiment 48 General Seyffard namngivet efter den nederländska generalen och kollaboratören Hendrik Seyffardt
- SS-Freiwilligen-Panzergrenadier-Regiment 49 de Ruyter namngivet efter den nederländska amiralen Michiel de Ruyter
- SS-Artillerie-Regiment 23
- SS-Nachrichten-Abteilung 23
- SS-Panzerjäger-Abteilung 23
- SS-Pionier-Bataillon 23
- SS-Flak-Abteilung 23
- SS-Feldersatz-Bataillon 23
- SS-Nachschubtruppen 23